# Astidamant el Jove
Astidamant el Jove (en grec antic: Ἀστυδάμας; en llatí: Astydamas) fou un poeta tràgic grec fill d'Astidamant el Vell. Suides esmenta els títols d'algunes de les seves tragèdies.